# Văn Quang
Văn Quang là bút hiệu của nhà văn Nguyễn Quang Tuyến (21 tháng 9 năm 1933 - 15 tháng 3 năm 2022). Ông sinh ở Thái Bình, được biết đến qua một số tiểu thuyết cùng những tác phẩm văn học khác.

## Hoạt động
Văn Quang gia nhập Quân lực Việt Nam Cộng hòa, tốt nghiệp khoá sĩ quan trừ bị Trường Bộ binh Thủ Đức rồi làm việc cho Cục Tâm lý chiến, cấp Trung tá. Ông từng làm quản đốc Đài Phát thanh Quân đội Việt Nam Cộng hòa và giám đốc tờ báo Quân đội, sau đổi thành Chiến sĩ Cộng hòa.
Đóng góp lớn nhất của ông là các tác phẩm văn chương. Trong số những tiểu thuyết của Văn Quang, có bốn tác phẩm được thâu thành phim. 
1. Chân trời tím được Quốc Phong chủ hãng Liên Ảnh[3] chọn quay.[4] Hùng Cường và Kim Vui thủ diễn hai vai chính trong phim Chân trời tím[5] với bài "Nửa hồn thương đau" của Phạm Đình Chương do Thái Thanh hát.[3] Nhạc sĩ Trần Thiện Thanh đã lấy nguồn cảm hứng từ cuốn tiểu thuyết này để sáng tác nhạc phẩm "Chân trời tím" cùng tên.
2. Ngàn năm mây bay thì do Thái Lai phim thực hiện với Hoàng Anh Tuấn làm đạo diễn và sĩ quan quân đội Phạm Huấn thủ diễn.[6]
3. Phim thứ ba là Đời chưa trang điểm của hãng phim Giao Chỉ do ông Hoàng Vĩnh Lộc đạo diễn.[7]
4. Cuối cùng là phim Tiếng hát học trò do Thái Thúc Nha của hãng Alpha thực hiện, Thanh Lan diễn vai chính.

Sau năm 1975 ông bị bắt giam hơn 12 năm cải tạo trước khi được thả. Tuy không cầm bút như trước năm 1975 ông tiếp tục sáng tác với loạt phóng sự "Lẩm cẩm Sài Gòn Thiên hạ Sự" và "Lên đời" được phát hành trên báo chí và radio tiếng Việt ở hải ngoại.
Năm 2009 ông được tạp chí Khởi Hành ở California trao tặng "Giải Văn chương Toàn Sự nghiệp Khởi Hành 2009".
Ông mất ngày 15 tháng 3 năm 2022 tại nhà riêng ở Thành phố Hồ Chí Minh, Việt Nam, hưởng thọ 90 tuổi.
Ngày 17 tháng 3 năm 2022, ông được 
đưa đi Hỏa táng tại Trung tâm Bình Hưng Hoà.

## Tác phẩm
- Chân trời tím (1964); thâu thành phim 1970; đoạt giải vàng Văn học Nghệ thuật
- Đời chưa trang điểm
- Đường vào bến mê (1966)
- Lẩm cẩm Sài Gòn Thiên hạ Sự
- Lên đời - tiểu thuyết phóng sự
- Nét môi cuồng vọng (1964)
- Ngã tư hoàng hôn
- Ngàn năm mây bay (1963); thâu thành phim 1963
- Nguyệṭ áo đỏ (1963)
- Người lính hào hoa
- Người yêu của lính (1965)
- "Những ngày hoa mộng" - phóng sự trên báo  Truyện phim
- Những tâm hồn nổi loạn
- "Sài Gòn tốc" - phóng sự trên nhật báo Chính luận
- Tiếng gọi của đêm tối
- Tiếng hát học trò (1969); thâu thành phim 1970
- Từ biệt bóng đêm
- Thùy Dương Trang (1957)
- Trong cơn mê này (1970)
- Vì sao cô độc
- Xuôi Dòng
- Bức ảnh Dân tộc và miền Núi , 2007

## Liên kết
- Nhà Văn Văn Quang - Đôi lời với độc giả[liên kết hỏng]
- Tạp Ghi Văn Nghệ: Văn Quang, với những người muôn năm cũ Lưu trữ ngày 2 tháng 12 năm 2010 tại Wayback Machine